# Banque centrale d'Iran
Bank Markazi Iran ou Bank Markazi Jomhouri Islami Iran (en persan : بانک مرکزی جمهوری اسلامی ايران) est la banque centrale de l'Iran.

## Histoire
La banque centrale d'Iran est créée en 1960 (en Iran, 1339), sous le règne de Mohammad Reza Pahlavi. Elle est responsable de la définition et de l'implémentation des politiques monétaire et de crédit, en relation avec la politique économique du pays.
Avant sa création de la banque centrale, c'est la banque Melli qui occupait ses fonctions, avec notamment l'impression de billets de banque et la supervision du crédit.
C'est dans les locaux de la Bank Markazi Iran que sont conservés les joyaux de la couronne impériale de Perse.
En septembre 2019, le gouvernement américain instaure de nouvelles sanctions visant notamment « la dernière source de revenus de la Banque centrale d'Iran  », déjà sur la liste noire américaine.
En novembre 2023, après 50 ans, la banque centrale a été entièrement remaniée et modifiée pour inclure la Banque de développement de la République islamique. La Banque centrale a été cyberattaquée par IRLeaks en août 2024. Le gouvernement iranien a été contraint de payer une rançon aux pirates afin de sécuriser les données des clients iraniens,.
Suite aux sanctions internationales imposées lors de l'invasion russe de l'Ukraine, qui ont empêché la Russie d'utiliser SWIFT, Mohsen Karimi, vice-gouverneur international de la Banque centrale d'Iran, et son homologue russe Vladislav Gridchin, représentant de la Banque centrale de Russie, ont annoncé que les deux pays avaient développé des moyens de contourner SWIFT,.